# Grabieniec
Grabieniec is een plaats in het Poolse district  Turecki, woiwodschap Groot-Polen. De plaats maakt deel uit van de gemeente Turek en telt 329 inwoners.